# 阿恩·霍夫曼
阿恩·霍夫曼（Arne Hofmann，1953年—）是德国医生，内科和心身医学专家，精神外科医师，EMDR培训师和德国EMDR培训机构的创始人。 是他将诞生于美国的心理治疗方法EMDR引进了德国。

## 职业生涯
阿恩·霍夫曼从1977年起就读于鲁普雷希特-卡尔斯-海德堡大学的医学专业，并于1983获得博士学位。当时他的博士论文的题目是《在南非部落中的跨文化冲突：传统与西方的分娩实践》。他在海德堡精神分析研究所接受了专科医生的职业培训，并跟随Helm Stierlin学习了家庭治疗。他曾作为助理医生就职于Bad Nauheim的心脏病诊所内科，并于1991年在那里完成了专科医生的职业培训。其后，他于霍斯特·埃伯哈德里希特在吉森的精神分析学院以及帕洛阿尔托集团心理研究所（美国）完成了心理治疗师的职业培训。在1991年，他跟从弗朗辛·夏皮罗学习到了EMDR，其后在1991到1994年间，作为心身医学助理医师就职于在法兰克福Oberursel / TS的Hohemark诊所。1994年7月，在他的指导下，于当地开设了一个带有16张病床的创伤治疗站，患者可以在那里接受EMDR治疗。1997年，在他的领导下，在科隆大学开始了“为暴力受害者进行创伤治疗”的研究项目，并于1999年在科隆大学联合创立了德国首个针对暴力和酷刑受害者的诊所。他是位于Wesseling的Gezeiten Haus创伤诊所研究和开发的医疗主任。他是中国西华大学的客座教授。
霍夫曼是Thieme-Verlag EMDR权威著作的出版商。
他是德语区心理创伤学会（DeGPT），国际解离研究学会（ISSD）德国小组（与麦克拉胡贝尔一起）共同创始人和创始成员，欧洲EMDR专业协会和德国EMDRIA专业协会共同创始人和创始成员以及理事会成员和科学委员会成员。他是德国科学医学会协会（AWMF）创伤后应激障碍指南委员会的成员。他的研究重心之一是用EMDR治疗抑郁症。
1992年，阿恩·霍夫曼在贝尔吉施格拉德巴赫成立了EMDR德国培训学院。
霍夫曼于1993年与心理学家乌特·霍夫曼结婚。

## 奖项
- 2012年，由于对EMDR的贡献，他被EMDR欧洲学术专业协会授予David Servan Schreiber奖[13]
- 2015年，获得EMDRIA国际专业协会颁发的2015年度杰出研究奖[14]。
- 2018年，霍夫曼获得了德意志联邦共和国十字勋章[15][16]。

## 著作（部分）
- Ursula Gast, Arne Hofmann, T Oswald, F Zürndorf (Hrsg.) (2000) SKID-D, Strukturiertes klinisches Interview für DSM-IV – Dissoziative Störungen, Hogrefe, Göttingen
- Guido Flatten, Ursula Gast, Arne Hofmann, Peter Liebermann, Luise Reddemann, Wolfgang Wöller, Ernst R. Petzold, Leitlinien: Posttraumatische Belastungsstörung – Quellentext. 3. erw. Auflage, (2013) Schattauer, Stuttgart (1. Auflage 2001). ISBN 978-3-608-42923-7
- Luise Reddemann, Arne Hofmann, Ursula Gast. Psychotherapie der dissoziativen Störungen. 3. überarb. Auflage (2011), Thieme, Stuttgart (1. Auflage 2004). ISBN 978-3131305114
- Arne Hofmann (Hrsg.), EMDR – Therapie psychotraumatischer Belastungssyndrome, 5., vollst. überarb. u. erweiterte Aufl. (2014), Thieme Verlag, (1. Auflage 1999). ISBN 978-3131182456